# コロニーレーザー
コロニーレーザーとは、アニメ『機動戦士ガンダム』を始めとする『ガンダムシリーズ』に登場する架空の兵器。
密閉型スペースコロニー（円筒型で太陽光採入窓が無いタイプ）を改造して、それ自体を巨大なレーザーの照射装置としたもの、もしくはそれに類する大量破壊兵器である。ガンダム世界においては他に類を見ない長射程と破壊力を持つが、いずれも大量の電力を必要とし、連続しての使用は困難と描写される。

## 劇中での使用

### 宇宙世紀での使用例

#### ソーラ・レイ
地球連邦軍の星一号作戦の際に、来襲する連邦軍の艦隊を迎撃するジオン公国の最終兵器として登場。TV版では「ソーラ・レイ」「ソーラ・レイ・システム」「ソーラ・システム」と台詞にブレがあったが、劇場版『機動戦士ガンダムIII めぐりあい宇宙編』では「ソーラ・レイ」に統一されている。
サイド3のスペースコロニーの一つである第3号密閉型コロニー（3バンチ）「マハル」を改造した巨大レーザー砲である。スペースコロニーを改造したために直径6.5kmのレーザー砲として機能する。建造時期は資料・媒体によって一定しておらず、開戦以前から総ての住民を強制疎開させて改造されていたとする記述、一年戦争中の宇宙世紀0079年12月22日からマハルの強制疎開が行われたとする記述が見られる。
改造されたコロニー内部はアルミニウムで鏡面化され、人工太陽のシステムを利用した電界発生装置が設置された。コロニー内部の両サイドには直径6.5kmの臨界透過膜がセットされ、各所に強力な冷却システムが装備された。レーザー発振のためヘリウム80%、窒素15%、二酸化炭素5%の大気で満たされ、発射にはジオン公国のほぼすべてのパワーセット（太陽電池）が使用された。臨界透過膜と偏光ミラーが実用試作段階のものしかないため一度しか使えず、仮にその問題をクリアしたとしても、発射毎に数時間にわたりジオンの総電力を消費し、照射後の冷却には最低1週間を要する。一方で、小説版では連射が可能であり、さらに掃射も可能であった。

##### アニメ『機動戦士ガンダム』作中での描写
レーザー照射はあらかじめ設定されていた3つの照準のうちゲル・ドルバ照準で行われ、その巨大な威力により、最終決戦にむけて集結していた地球連邦軍の宇宙艦隊の30%を消滅させ、移送中だったソーラ・システムも破壊した。また、この攻撃によって地球連邦軍の最高指揮官レビル将軍とジオン公国公王デギン・ソド・ザビが死亡した。より効果的な照準を選択すれば侵攻してくる連邦艦隊の半数を撃破することも可能であったが、ジオン公国総帥ギレン・ザビは、自らの方針に反して地球連邦との和平工作を推し進めるデギンを疎んじ、その殺害を優先した。後にこの事を知った妹キシリア・ザビによってギレンは射殺される。最終兵器と銘打っているが、作中ではザビ家の内部抗争を象徴する兵器という描写がなされた。この兵器の使用をニュータイプ能力で察知したアムロ・レイは「憎しみの光」と表現している。
なお、発射時の出力はTV版第41話「光る宇宙」においては「8,500ギルガワット・パー・アワー」、劇場版『機動戦士ガンダムIII めぐりあい宇宙編』においては「8,500万ギガワット・パー・セカンド」と言及されている。

##### 小説版での描写
「システム」という符丁で呼ばれており、これを使った連邦艦隊迎撃作戦を「リヴォル1」と命名していた。劇中では連射も可能で2度使用され、1射目で連邦艦隊カラル隊を壊滅させたほか、2射目ではア・バオア・クーと、これを盾にしてレーザー発射を回避しようとした連邦軍本隊（レビル艦隊）をもろとも殲滅した。これにより「地球連邦宇宙総軍は壊滅、ジオン軍も半身不随」となる損害を与えて戦争の大勢が決することとなった。
なお、2度目の発射にはキシリア殺害という目的も含まれていたが、キシリアは直前にグワジン級戦艦ズワメルで脱出したため難を逃れている。

##### 他の作品での描写
富士急ハイランドに設置されていたアトラクション『GUNDAM THE RIDE』では、ア・バオア・クー内に当兵器を小型化した「ミニ・ソーラ・レイ」が隠匿されていたが、フジ級スルガのランチを護衛していた地球連邦軍のジャック・ザ・ハロウィン隊により破壊された。

#### グリプス2
テレビアニメ『機動戦士Ζガンダム』が初出。宇宙世紀0087年にティターンズにより建造されたコロニーレーザー。ティターンズの戦略開発拠点だったサイド7の2バンチコロニー「グリーン・ノア2」の2つあるシリンダーのうち1基を改装したので、「グリプス2」と呼ばれる。
ソーラ・レイと比べてエネルギー充填システムが改良されており、ソーラ・レイの欠点だったチャージ時間の大幅な短縮に成功している。また、核パルスエンジンを有しており、これによって任意の射点への移動が可能になっている。レーザーの稼動原理は言及されていないが、シリンダー基部には真空管を巨大化させた形状のレーザー発振器が多数設置されている描写がある。
その強大な威力が戦局を左右するとみなされ、各勢力に制圧目標とされた。まず、建造したティターンズに対してエゥーゴとアクシズが共同作戦を行い、結果的にアクシズがコロニーレーザーを奪取する。しかし、その直後に行われたメールシュトローム作戦によってエゥーゴがコロニーレーザーを奪取する。その後は損傷による放棄まで、エゥーゴの配下にあった。
劇中では3回（劇場版では1回）使用されている。まず、ティターンズが完成後のテストとスペースノイド（宇宙移民者）への恫喝を兼ねて40%の出力で発射し、サイド2の18バンチコロニーを破壊した（コミックボンボン版では、全力発射で4基のコロニーを同時に破壊している）。第2射はエゥーゴによるもので、グラナダへの落下コースに入っていた小惑星アクシズを狙撃し、その軌道を変えてグラナダへの落下を阻止した。最後に、エゥーゴによりティターンズとの最終決戦時に55%（小説版では38%）の出力で発射され、ティターンズの主力艦隊を壊滅させた。その後、機関部分が損傷したために放棄された。このとき、レーザーの軌跡が見えたのは戦闘宙域が「汚れている」ためであると、小説版で記述されているが、現実世界では赤外線を発する炭酸ガスレーザーたるコロニーレーザーを照射したところで、大出力ではあっても被照射物が可視光を発する温度まで昇温することはない。
『機動戦士ガンダムUC』（宇宙世紀0096年）の時点では秘密裏に行われていた修復が完了し、「ラプラスの箱」を巡る陰謀の中でビスト財団のマーサ・ビスト・カーバインが連邦を抱き込み全てを闇に葬る切り札として使用する。劇中では「ラプラスの箱」をその所在地ごと消滅させるべく発射され、射線上にいたネオ・ジオン残党軍「袖付き」旗艦のレウルーラを護衛諸共消滅させたが、ユニコーンガンダム及びユニコーンガンダム2号機「バンシィ」が展開したサイコ・フィールドによって相殺されて失敗し、マーサはロンド・ベル司令のブライト・ノア大佐に拘束された。なお、本作ではシャイアン防空指令基地に密かに設けられた管制室「カフカスの森」でコントロールされており、機動戦士ガンダムの小説版同様「システム」という符丁で呼ばれている。
漫画『機動戦士クロスボーン・ガンダム DUST』においても取り上げられている。本作内の歴史（宇宙世紀0169年）では既に残骸と化したコロニーレーザーの一部に、不法に居住するものたちがいるだけのようである。

#### シンヴァツ
漫画『機動戦士クロスボーン・ガンダム 鋼鉄の7人』において登場する、木星帝国が建造したコロニーレーザー。木星圏から地球を直接攻撃する「神（ゼウス）の雷」計画に基づき建造された。チャージ時間は2時間まで短縮され、計画上は地球の自転に合わせて24時間かけて計12回の砲撃を行う予定だった。直径6kmのレーザー光線の照射を受けた地域は一瞬で蒸発し、その際に発生した熱量による二次被害もさることながら、地球全体が向こう30年は異常気象に見舞われるとされた。
劇中では一度地球に向けて発射されたものの、発射直前にトビア・アロナクスら新生クロスボーン・バンガードの必死の攻撃によりわずかに発射角がずれ、地球への直撃は防がれた。その後、光のカリストの命により再発射が強行されようとするが、砲口から内部に突入したトビアらによってミラーを破壊され、レーザーを発射できず自壊した。

### アフターウォーでの使用例

#### コロニーレーザー（機動新世紀ガンダムX）
スペースコロニー1基そのものを改造した、宇宙革命軍の巨大レーザー砲。「コヒーレント光波システム」によるエネルギーチャージで変換したコヒーレント光を直径数kmものレーザーとして発射する戦略兵器で、その威力は一撃で大都市をも完全消滅させるほど非常に凄まじく、宇宙からでも地球を直接砲撃可能なほどの性能を誇る。また、地球を挟んでの月の裏側であるクラウド9の近傍宙域に構えられ、これによってサテライトキャノンの砲撃も受け難いという恩恵をもたらされた。
第7次宇宙戦争当時、旧連邦打倒のための切り札として革命軍によって開発が進められたものの、巨大なコロニー本体の改造は途方もない作業だったことからその工事は大幅に遅れ、革命軍のもうひとつの戦況打開作戦である「コロニー落とし作戦」が実施されたことから無用の長物同然となり、工事の途中で終戦となったこともあって未完成の状態で放置されていた。
しかし戦後に、新連邦の台頭を察知した革命軍により、持久戦に持ち込ませないために地球侵攻作戦「ダリア作戦」の第一段階として「レーザーを地球に直接撃ち込む」ことを目的とし完成された。
A.W.0015にダリア作戦実施のために革命軍の手によって本体が完成し、エネルギーチャージも完了して、あとは発射するのみという段階にまで機能していたが、ガンダムダブルエックスのツインサテライトキャノンにより、一度も砲撃することなく破壊された。